# PopCap Games
PopCap Games, Inc. es un desarrollador de videojuegos estadounidense con sede en Seattle y una subsidiaria de Electronic Arts de Redwood City, California. La compañía fue fundada en 2000 por John Vechey, Brian Fiete y Jason Kapalka.
Originalmente fundada bajo el nombre de "Sexy Action Cool", su primer título fue un juego de strip póker que sirvió como fuente de ingresos para futuros títulos. PopCap ha desarrollado varios juegos para computadoras, consolas y dispositivos móviles, siendo sus juegos más populares Bejeweled, Peggle, Zuma y Plants vs. Zombies. PopCap fue adquirida y se convirtió en una subsidiaria de Electronic Arts el 12 de julio de 2011.

## Historia
Fundada en 2000 por John Vechey, Brian Fiete, Jason Kapalka, y Jerónimo A Fernandez  la empresa buscaba convertirse en una empresa internacional de juegos. Su debut lo tuvieron en el año 2001 con Bejeweled, su primer juego. Vendió más de 5 millones de unidades, fue nombrado el Mejor Juego de Puzzle 2001.
Su primera expansión la hizo al adquirir Sprout Games, la creadora del famoso juego Feeding Frenzy, con la cual creó la secuela del juego, Feeding Frenzy 2. El 22 de agosto del 2006, PopCap Games hizo un trato con Valve Software para entregar los juegos de PopCap vía programa de internet Steam. Entonces, el 30 de agosto, 17 juegos de PopCap estaban disponibles vía Steam. Siguiendo la tradición de los juegos PopCap, a pesar de estar en Steam, cada juego en la página web se podía descargar, y solo por 60 minutos, para ser comprado. PopCap hizo su segunda expansión en el 2007, al comprar otras empresas menores de juegos casuales, como los creadores del portal de juegos SpinTop Games. Solo una semana después, PopCap compró la casa de creadores de juegos Retro64, situada en Chicago, Illinois, EE. UU..
Después de 2 adquisiciones en julio del 2007, el logo de PopCap fue renovado, quitando la banda que decía 'Games'.
Desde el año 2004 al 2011 se crearon los siguientes juegos: Peggle, Peggle Nights, Plantas contra Zombis, Zuma, Zuma Revenge, Bejeweled 2, Bookworm, Bookworm Adventures, Bookworm Adventures Vol. 2, Bejeweled 3, etc.
En julio de 2011 se anunció desde la compañía la compra por parte de Electronic Arts por el valor de 750 millones de dólares y 100 millones más para los directivos de PopCap.
Desde entonces PopCap es de parte de la distribuidora de Electronic Arts.

## Juegos
Los juegos de PopCap son simples, pero adictivos; los tutoriales de los juegos a menudo muestran 2 o 3 reglas del juego, y el resto aparece usualmente mientras el juego se juega o se aprenden por sí mismas. El concepto de cada juego usualmente tiene una historia.
Dependiendo, todos los juegos funcionan con/sin aceleración de hardware, rara vez, uno de ellos se maneja con el teclado, y a menudo algunos juegos están basados en el mismo concepto.

### Lista de juegos desarrollados y/o publicados por Pop Cap
Véase: Lista de juegos de PopCap

### Premios
De acuerdo al sitio web oficial de la empresa, PopCap Games recibió 19 premios industriales por sus mejores juegos. Algunos de éstos son:
| Juego              | Motivo |
| ------------------ | --- |
| Alchemy            | Mejor Juego Nuevo de PDA 2004, por PC Magazine.                                                               |
| AstroPop           | Mejor Juego Nuevo de PDA 2004, por PC Magazine.                                                               |
| Bejeweled          | Puesto en el Salón de la Fama de Computer Gaming World, el primer y único puzle en la categoría desde Tetris. |
| Bejeweled 2        | Reconocimiento al Mejor Juego de Puzzle Mundial por la prensa.                                                |
| BookWorm           | Juego Puzzle del Año (2007).                                                                                  |
| Chuzzle            | Juego Casual del Año (2003, en los Digital Entertainment & Media Excellence Awards)                           |
| Mummy Maze         | Top Shareware Game 2007                                                                                       |
| Zuma               | Juego del Año 2004, por RealArcade Games                                                                      |
| Plants vs. Zombies | El Juego Del Año 2009                                                                                         |

### Música
La música de los juegos se produce generalmente como música de tracker, hecha por los miembros del grupo de artistas finlandeses Jonne Valtonen y Peter Hajba. Las excepciones son:
- Talismania: la música se compone generalmente de una remezcla de música griega.
- Peggle: su banda sonora es de tipo Easy Listening (hecho a base coral de la Sinfonía n.º 9 de Beethoven).

Ambos soundtracks están hechos por Somatone Productions.
- Plantas vs. Zombis: con una muy buena banda sonora contiene piezas gótico-clásicas, con percusiones que van desde el hip hop al big band swin dando un toque misterioso y humorístico propicio para el juego. Compositora Laura Shigihara.